# Огњен Митровић
Огњен Митровић (Сремска Каменица, 30. јуна 1999) српски је фудбалер. Наступао је за омладинску репрезентацију Србије.
Током свог фудбалског развоја, а затим и на почетку сениорске каријере, променио је већи број позиција на терену.

## Каријера
Митровић је фудбал почео да тренира у школи фудбала Ајакса из Новог Сада. Касније је прошао млађе категорије Војводине, где је најчешће наступао у везном реду, ближе нападу. Ту се задржао до лета 2017. године када је раскинуо дотадашњи стипендијски уговор. Недуго затим прешао је у Бродарац. Са тим клубом такмичио се у Лиги шампиона за младе, постигавши погодак у ремију са вршњацима Макабија из Хајфе. Услед запажених игара нашао се у саставу омладинске репрезентације Србије за пријатељске утакмице у марту 2018. За тај клуб је дебитовао и у сениорској конкуренцији, узевши учешће у освајању првог места на табели Београдске зоне у такмичарској 2017/18.
По навршетку сезоне, Митровић је са још неколицином саиграча прешао у новосадски Пролетер који се претходно пласирао у Суперлигу Србије. У том такмичењу дебитовао је на отварању сезоне 2018/19, када је Пролетер поражен на гостовању Радничком у Нишу. У игру је ушао у 71. минуту, заменивши на терену Страхињу Јовановића. На наредној утакмици, против Вождовца, а затим и касније током сезоне најчешће је добијао минуте на позицији левог спољног. Са клубом је потписао четворогодишњи професионални уговор до јуна 2022. Наредне такмичарске године имао је нешто мање минута у односу на своју прву сениорску сезону, уписавши једну асистенцију за реми са ивањичким Јавором у претпоследњем колу. Сезону 2020/21. започео је као бонус играч. Како је стандардни леви бек Бојан Ковачевић имао максималну минутажу у првом делу сезоне, тренер Бранко Жигић је Митровића користио на различитим позицијама у тиму, укључујући место десног бека, или нешто истуреније по обе стране терена. Тако је на сусрету 8. кола, против Спартака у Суботици најпре уписао асистенцију Синиши Бабићу, а затим постигао погодак за коначних 1 : 2 и победу свог тима. Био је асистент и код поготка Милана Миросављева три кола касније када је Пролетер остварио победу на Стадиону на Бановом Брду идентичним резултатом. Свој други погодак за Пролетер постигао је 3. марта 2021, у победи од 2 : 1 над нишким Радничким. Митровић је наредне такмичарске године три пута учествовао у акцијама које су претходиле погоцима, док је стрелац свог јединог поготка био у Крагујевцу за минималну победу у 22. колу Суперлиге. Пролетер је по окончању сезоне 2021/22. испао из такмичења. Митровић је у јуну 2022. прешао у Спартак из Суботице. Годину дана касније прешао је у РФК Нови Сад, а сезону касније приступио је Текстилцу из Дервенте.

## Статистика

### Клупска
Ажурирано 1. маја 2025.
|                    |          |                             |     |   |   |   |   |   |   |   |     |   |  |  |
| Бродарац           | 2017/18. | Београдска зона             | 5   | 1 | — | — | — | — | 0 | 0 | 5   | 1 |  |  |
|                    |          |                             |     |   |   |   |   |   |   |   |     |   |  |  |
| Пролетер Нови Сад  | 2018/19. | Суперлига Србије            | 21  | 0 | 0 | 0 | — | — | — | — | 21  | 0 |  |  |
| Пролетер Нови Сад  | 2019/20. | Суперлига Србије            | 12  | 0 | 2 | 0 | — | — | — | — | 14  | 0 |  |  |
| Пролетер Нови Сад  | 2020/21. | Суперлига Србије            | 33  | 2 | 1 | 0 | — | — | — | — | 34  | 2 |  |  |
| Пролетер Нови Сад  | 2021/22. | Суперлига Србије            | 32  | 1 | 0 | 0 | — | — | — | — | 32  | 1 |  |  |
| Пролетер Нови Сад  | Укупно   | Укупно                      | 98  | 3 | 3 | 0 | — | — | — | — | 101 | 3 |  |  |
|                    |          |                             |     |   |   |   |   |   |   |   |     |   |  |  |
| Спартак Суботица   | 2022/23. | Суперлига Србије            | 9   | 0 | 1 | 0 | — | — | — | — | 10  | 0 |  |  |
| Спартак Суботица   | 2023/24. | Суперлига Србије            | 0   | 0 | — | — | — | — | — | — | 0   | 0 |  |  |
| Спартак Суботица   | Укупно   | Укупно                      | 9   | 0 | 1 | 0 | — | — | — | — | 10  | 0 |  |  |
|                    |          |                             |     |   |   |   |   |   |   |   |     |   |  |  |
| РФК Нови Сад       | 2023/24. | Прва лига Србије            | 8   | 0 | 0 | 0 | — | — | — | — | 8   | 0 |  |  |
|                    |          |                             |     |   |   |   |   |   |   |   |     |   |  |  |
| Текстилац Дервента | 2024/25. | Друга лига Републике Српске | 5   | 0 | — | — | — | — | 0 | 0 | 5   | 0 |  |  |
|                    |          |                             |     |   |   |   |   |   |   |   |     |   |  |  |
| Каријера           | Каријера | Каријера                    | 125 | 5 | 4 | 0 | — | — | 0 | 0 | 129 | 5 |  |  |
|                    |          |                             |     |   |   |   |   |   |   |   |     |   |  |  |

### Утакмице у дресу репрезентације
| Репрезентација Србије у узрасту до 19 година старости | Репрезентација Србије у узрасту до 19 година старости                    | Репрезентација Србије у узрасту до 19 година старости                    | Репрезентација Србије у узрасту до 19 година старости                    | Репрезентација Србије у узрасту до 19 година старости                    | Репрезентација Србије у узрасту до 19 година старости                    | Репрезентација Србије у узрасту до 19 година старости                    | Репрезентација Србије у узрасту до 19 година старости | Репрезентација Србије у узрасту до 19 година старости | Репрезентација Србије у узрасту до 19 година старости |
| #                                                     | Датум                                                                    | Такмичење                                                                | Локација                                                                 | Домаћин                                                                  | Резултат                                                                 | Гост                                                                     | Мин.                                                  | Гол                                                   | Реф.                                                  |
| ----------------------------------------------------- | ------------------------------------------------------------------------ | ------------------------------------------------------------------------ | ------------------------------------------------------------------------ | ------------------------------------------------------------------------ | ------------------------------------------------------------------------ | ------------------------------------------------------------------------ | ----------------------------------------------------- | ----------------------------------------------------- | ----------------------------------------------------- |
| 1.                                                    | 6. март 2018.                                                            | Пријатељска утакмица                                                     | Стадион у Благоевграду, Благоевград                                      | Бугарска                                                                 | 0 : 1                                                                    | Србија                                                                   | 90'                                                   |                                                       | [ 59 ]                                                |
| 2.                                                    | 8. март 2018.                                                            | Пријатељска утакмица                                                     | Стадион у Симитлију, Симитли                                             | Бугарска                                                                 | 4 : 1                                                                    | Србија                                                                   | 45'                                                   |                                                       | [ 60 ]                                                |
| 2                                                     | Укупан број утакмица, постигнутих погодака и минута проведених на терену | Укупан број утакмица, постигнутих погодака и минута проведених на терену | Укупан број утакмица, постигнутих погодака и минута проведених на терену | Укупан број утакмица, постигнутих погодака и минута проведених на терену | Укупан број утакмица, постигнутих погодака и минута проведених на терену | Укупан број утакмица, постигнутих погодака и минута проведених на терену | 135                                                   | 0                                                     |                                                       |

## Трофеји и награде
Бродарац
- Београдска зона : 2017/18.[19]